# Smeringopus zonatus
Smeringopus zonatus is een spinnensoort uit de familie trilspinnen (Pholcidae). De soort komt voor in Ethiopië.